# Реєстр методик проведення судових експертиз
Реєстр методик проведення судових експертиз — офіційна електронна база даних наявних методик проведення судових експертиз, що пройшли атестацію та були рекомендовані для впровадження в практичну діяльність при проведенні експертиз відповідно до порядку атестації  та державної реєстрації методик проведення судових експертиз, затвердженого постановою КМУ від 02.07.2008 №595.

## Координування Реєстру
Держателем Реєстру є Міністерство юстиції України. Інформація, розміщена у Реєстрі, є відкритою для запитів і викладена державною мовою.

## Перелік документів для включення до Реєстру
Методика проведення судової експертизи включається до Реєстру за рішенням Координаційної  ради з проблем судової експертизи при Мін’юсті. Для цього потрібно надати Держателю Реєстру наступні відомості:
- копія рішення Координаційної Ради;
- два примірники методики у стислій формі, з наявністю формул, розрахунків, тощо;
- копія рецензії на звіт про розробку методики;
- копія довідки про апробацію методики;
- копія рішення спеціалізованої установи про рекомендацію методики до впровадження;
- облікова картка  спеціалізованої установи, яка розробила методику.

Рішення про включення методики до Реєстру приймається Мін’юстом протягом десяти днів з моменту надходження документів.

### Цікаві факти
Станом на 01.12.13р в Реєстрі зареєстровано 1155 методик, що використовуються для проведення судових експертиз.